# Gymnelus soldatovi
Gymnelus soldatovi är en fiskart som beskrevs av Chernova 2000. Gymnelus soldatovi ingår i släktet Gymnelus och familjen tånglakefiskar. Inga underarter finns listade i Catalogue of Life.